# Tomás Elduayen
Tomás (de Elduayen) Echeverria Elósegui (Elduayen, Guipúscoa, 9 de setembre de 1882 - Sant Sebastià, 12 de setembre de 1953) fou un sacerdot, organista i compositor basc.
Estudià humanitats i teologia amb els jesuïtes del Colegio de Lecáros a Navarra, on també estudià harmonia i contrapunt amb Ismael Echezarra i fou condeixeble de Nicolás de Tolosa i José Antonio de Donostia. Aprengué a tocar l'harmònium i el violí. El 6 de gener de 1901 prengué l'hàbit dels caputxins i el 21 de desembre fou ordenat sacerdot. El 1903 fou destinat a Xile per ocupar el càrrec d'organista al convent de San Antonio de Santiago. El 1920 tornà a Lecáros i posterior fou enviat a Fuenterrabía, coincidint amb les primeres publicacions de les seves obres. Participà durant deu anys a l'Instituto Español de Musicologia.
La seva producció compta amb aproximadament 200 obres, moltes de les quals romanen inèdites. De 1910 a 1920 publicà a la Revista Musical Sacro-Hispana diverses obres per orgue, com els Preludios sobre temas vascos o les Siete palabras para voz i órgano. La majoria de la seva música d'orgue és de petit format, a causa de les necessitats litúrgiques. Cultivà amb especial interès obres basades en la música popular basca i andalusa.